# Fuendetodos
Fuendetodos là một đô thị ở Aragon, cách Zaragoza 44 km về phía đông nam. Dân số đô thị này khoảng 170 người. Fuentetodos nằm ở độ cao 750 m trên mực nước biển.
Nghệ sĩ Francisco de Goya sinh ra ở đây năm 1746. Ngôi nhà của ông và một bảo tàng dành riêng cho ông nằm ở đô thị này.
Kinh tế chủ yếu là nông nghiệp.
41°21′B 0°57′T / 41,35°B 0,95°T